# Death (banda protopunk)

Death é uma banda de rock americana de Detroit, Michigan, criada em 1971 pelos irmãos Hackney: Bobby (baixo, vocais), David (guitarra), e Dannis (bateria). Inicialmente, o trio tocava funk, mas resolveram investir no rock após assistirem a shows do The Who e de Alice Cooper. Death é uma das primeiras bandas de punk rock . A banda se separou em 1977, mas reformada em 2009, quando o selo Drag City lançou suas gravações demo da década de 1970 pela primeira vez no mercado.

## História
Em 1964, os jovens irmãos Hackney (David, Bobby e Dannis) assistiram ao lado do pai, um pastor batista, um show de The Beatles no The Ed Sullivan Show. No dia seguinte, David encontrou uma guitarra descartada em um beco e começou a aprender a tocar. Os irmãos Bobby e Dannis logo seguiram o exemplo e começaram a tocar juntos. Os irmãos ensaiaram em casa e gravaram as primeiras demos. Inicialmente, a banda se chamava "Rock Fire Funk Express", sendo de Detroit, cidade da gravadora Motown, onde também surgiu a banda Black Merda (banda conhecida pela fusão funk rock), o trio também se inspirou nas sonoridades soul e funk. Após a morte do pai, que morreu atropelado por motorista embriagado, David resolveu mudar o nome da banda para Death.

Em 1975, o grupo gravou no United Sound Studios de Detroit com o engenheiro Jim Vitti, eles gravaram sete canções escritas por David e Bobby. De acordo com a família Hackney, o presidente da Columbia Records, Clive Davis financiou as sessões de gravação, mas implorou a banda a mudar seu nome para algo mais palatável comercialmente. Quando os Hackneys se recusou, Davis deixou investir neles.

A banda se desfez em 1977. Em seguida, os irmão se mudaram para Burlington, Vermont e lançaram dois álbuns de gospel rock como The 4th Movement no início de 1980. David voltou para Detroit em 1982, e morreu de câncer de pulmão em 2000. Bobby e Dannis continuaram morando em Vermont e integraram a banda reggae Lambsbread.
Em 2008, os filhos de Bobby Hackney (Julian, Urian, e Bobby Jr.) começaram uma banda chamada Rough Francis (nome que chegou a ser usado por David), que fazia as canções do Death depois de descobrir as gravações da banda na internet. Em 2009, o selo Drag City Records lançou todos as sete canções do Death gravadas no United Sound Studios em CD e LP com o título  ...For the Whole World to See. Em setembro de 2009, uma Death reformada fez três shows com os membros originais Bobby e Dannis Hackney, com o guitarrista  Bobbie Duncan, tomando o lugar do falecido David Hackney, que havia tocado com os irmãos na banda Lambsbread. Em 2010, sua canção "Out Freakin '" foi usada em um episódio do programa de televisão How I Met Your Mother intitulado "False Positive" (episódio 12 da sexta temporada). Durante uma apresentação em  2010 no Festival Boomslang em Lexington, Kentucky, a banda anunciou que o selo Drag City iria lançar um novo álbum com demos e rough cuts que antecedem as sessões de 1975. O álbum Spiritual • Mental • Physical foi lançado em janeiro de 2011. Em 2011, a canção "You're A Prisoner" foi usada no filme Kill the Irishman. Um documentário independente sobre a banda intitulado A Band Called Death, dirigido por Jeff Howlett e Mark Covino, foi lançado em 2012.
Em 2014, a banda lançou seu terceiro álbum de estúdio oficial III, e em 2015 seu álbum mais recente, intitulado N.E.W. foi liberado. Também em 2015, a canção Keep On Knocking  foi apresentada como parte da trilha sonora de Tony Hawk's Pro Skater 5.

## Discografia
Como RockFire Funk Express
- "People Save the World"/"RockFire Funk Express" 7" single (Gravado em  1973, lançado em 2011 pela Third Man Records)

Como  Death:
- "Politicians In My Eyes" b/w "Keep on Knocking" 7" (Gravado em 1975, lançado em 1976 pela Tryangle Records, relançado em 2013 pela Drafthouse Films)
- ...For the Whole World to See (Gravado em 1974, lançado em 2009 pela Drag City)
- Spiritual • Mental • Physical (Gravado entre 1974 e 76, lnçado em 2011 pela Drag City)
- III (Gravado entre 1975 e 1992, lançado em 2014 pela Drag City)
- "Relief" single online (2012, CD Baby)
- Raw demo de "Politicians In My Eyes" (Gravado em 1974, lançado online pela  Drafthouse Films, 2013)
- N.E.W. (Data de Lançamento 21 de abril de 2015 pela TryAngle Records)

Como As The 4th Movement
- The 4th Movement LP (1980)

- Totally LP (1982)